# Höger- och vänstertrafik

Kör på höger sida
Kör på vänster sida

Kör på höger sida
Kör på vänster sidaI Europa är det mest högertrafik. Endast Storbritannien, Irland, Cypern och Malta har vänstertrafik, och de saknar landgräns med länder som har högertrafik.

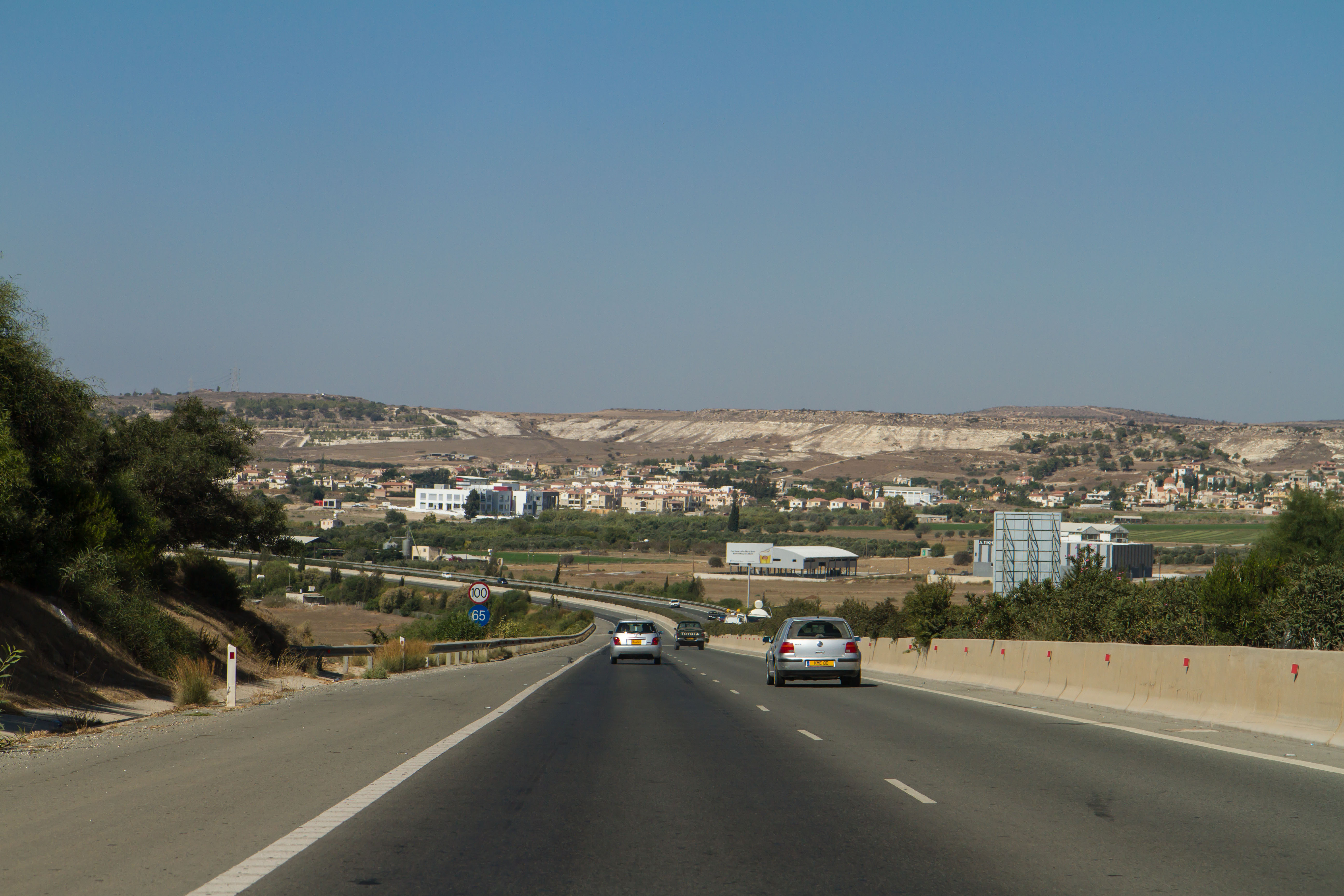
Motorväg vid Xylotymbou på Cypern med vänstertrafik. Cypern är ett av de länder som har vänstertrafik idag.

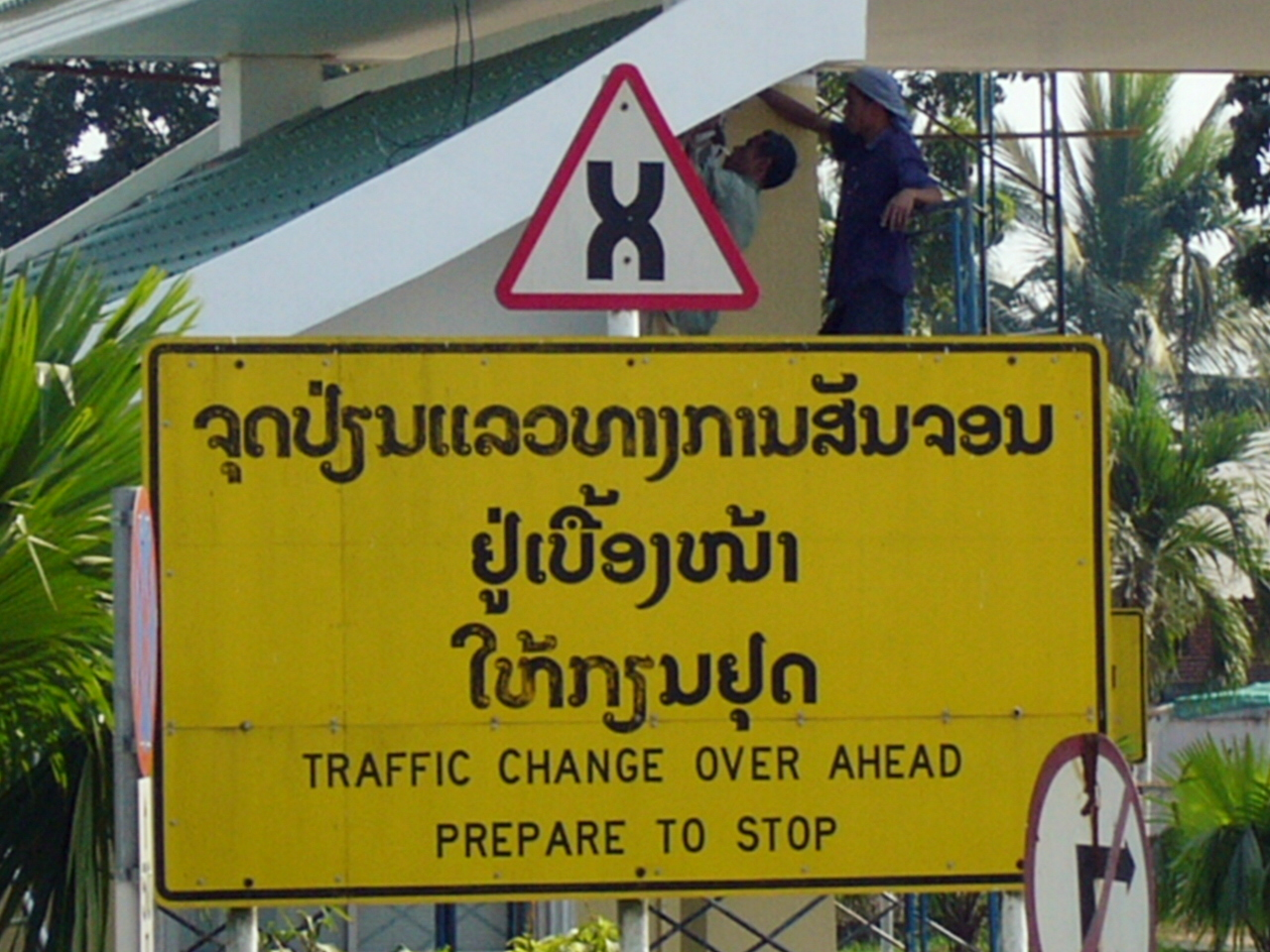
Skylt om byte från vänster- till högertrafik vid gränsen mellan Laos och Thailand.

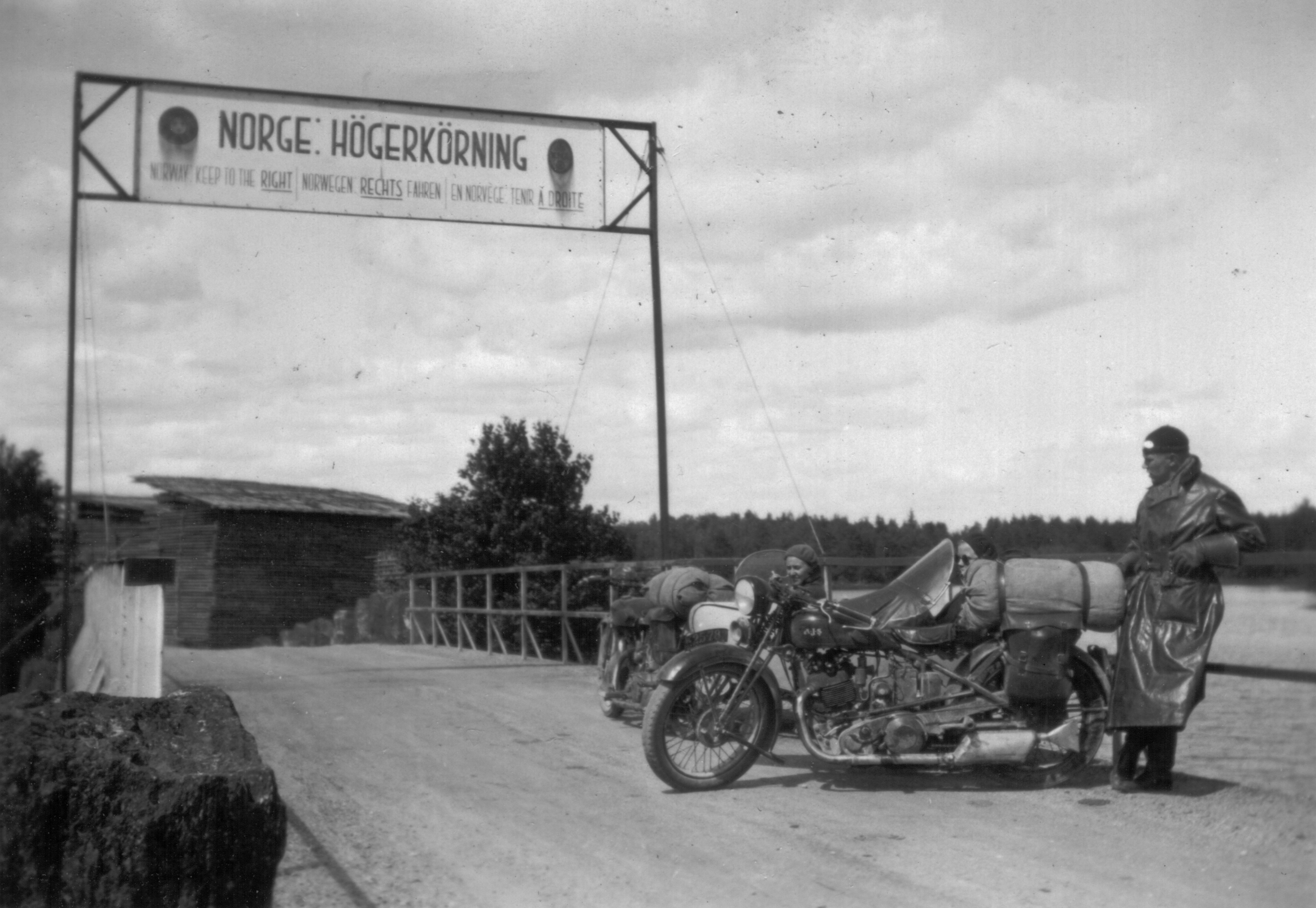
Svensknorska gränsen 1934.

Höger- och vänstertrafik är de konventioner som innebär att fordon ska framföras på en viss sida av vägen, höger eller vänster sida, beroende på i vilket geografiskt område och i vilket trafiksystem man befinner sig. I många trafiksystem är dessa konventioner nödvändiga för att mötande fordon inte ska kollidera med varandra. Räknat per väglängd har 28 procent vänstertrafik, medan man håller till höger på 72 procent.
Ursprungligen kördes fordonen till största delen på vänster sida. Till sjöss och längs järnvägar finns liknande regler.

## Historia

### Tidig trafik
För länge sedan fanns inga regler om höger/vänstertrafik, däremot fanns praxis, eftersom det var praktiskt om åtminstone alla hästekipage (eller oxar, åsnor etc) möttes på ett visst sätt.
1998 hittade arkeologer en välbevarad väg som ledde till ett romerskt stenbrott. Spåren i vägen var djupare på ena sidan av vägen än på den andra. Då man antog att kärrorna körts tomma till stenbrottet och lämnat det fyllda med tung sten, drog arkeologerna slutsatsen att romarna, åtminstone på det här stället, tillämpat vänstertrafik. Den ursprungliga vänstertrafiken skulle kunna förklaras med att merparten av människor är högerhänta. När ryttare och kuskar mötte varandra på vägarna, höll de tömmarna med vänster hand och kunde använda högerhanden till att hälsa på den mötande, alternativt försvara sig med svärd i högerhanden.

### 1700- och 1800-talet
I slutet av 1700-talet började ett skifte mot högertrafik att äga rum i en del länder, bland annat i USA där kuskar börjat köra större fraktvagnar dragna av hästspann. Det fanns inget förarsäte, så kusken satt på den bakre, vänstra hästen, så han kunde sköta piskan med högerhanden. Det föll sig då naturligt att köra på den högra sidan av vägen, då kusken kunde hålla uppsikt över hjulen på mötande ekipage. Det skedde också en lagändring i Frankrike efter franska revolutionen, där man ändrade många regler. Under Napoleons styre spred sig högertrafiken till fler länder. Sverige, Portugal samt Österrikiska kejsardömet som till skillnad från övriga tyska stater aldrig erövrades av Napoleon, hade vänstertrafik.
Britterna höll sig å andra sidan till vänster, enligt en vägtrafiklag antagen 1776. De hade mindre vagnar och kusken satt på vagnen, ofta på högra änden av förarsätet, så att han kunde använda högerhanden för att sköta den långa piskan utan att riskera att snärja in den i lasten bakom sig. Han höll till vänster för att det gav bäst uppsikt över mötande trafik. Områden som uppgick i Brittiska imperiet tog över bruket med vänstertrafiken, med vissa undantag. I Kanada körde man på vänster sida, men bytte så småningom till höger sida för att underlätta gränspasseringar mot USA.
När brittisk järnvägstrafik började byggas ut på 1830-talet, var det även där i regel vänstertrafik som gällde.

### 1900-talet
Tidiga motordrivna fordon hade förarsätet placerat i mitten (smala fordon på grund av smala vägar och det ansågs att personen som körde skulle ha utrymme. Hos hästekipage var det så för att kusken skulle ha utrymme att hantera tömmar och piska mm). Senare blev bilarna bredare och föraren sattes på ena sidan för att ge plats åt en passagerare. Vissa biltillverkare valde att placera förarsätet mot mitten av vägen, medan andra valde att montera förarsätet på sidan som vette mot vägkanten, för att undvika skador från trottoarer, rännstenar, väggar och andra hinder. Slutligen blev det förra alternativet det förhärskande. I Sverige hade man däremot ratten mot vägkanten, till vänster, mest för att Sverige var inringat av länder där samma praxis tillämpades och man importerade under mellankrigstiden bilar från USA och Tyskland och andra länder med högertrafik. I USA har det i princip aldrig tillverkats bilar med ratten på höger sida.
I Europa bytte många länder från vänster- till högertrafik i en långsam men stadig takt under 1900-talet. Portugal skiftade 1928. Österrike och Tjeckoslovakien bytte när de ockuperades av Nazityskland i slutet av 1930-talet och Ungern följde efter. Kanalöarna bytte tillbaka till vänstertrafik efter krigets tyska ockupation med högertrafik. Sverige genomförde Dagen H den 3 september 1967 och Island på H-dagurinn den 26 maj 1968. Därefter är det i Europa endast Storbritannien, Irland, Kanalöarna, Isle of Man och Malta som kör på vänster sida av vägen. Även Cypern (alla delar av ön, oavsett brittiskt, cypriotiskt eller nordcypriotiskt styre) kör till vänster. Av praktiska skäl körs sedan 1929 på höger sida i den brittiska besittningen Gibraltar, där den enda landförbindelsen är med högertrafiklandet Spanien.

### 2000-talet
Den 7 september 2009 övergick ögruppen Samoa till vänstertrafik. Beslutet genomfördes för att bättre anpassa sig till Australien och Nya Zeeland, där 170000 utflyttade samoaner bor. Det är på Samoa billigare att importera australiensiska eller nyzeeländska bilar än bilar från högertrafikländer som USA.

## Vänster eller höger
Vänster- eller högertrafik i ett land beror numera ofta på vilken standard grannländerna kör efter. Många länder runt Indiska oceanen kör till vänster, medan Europa, Nord- och Sydamerika är nästan helt högertrafikerande. Många eller de flesta länder som har kvar vänstertrafik har tidigare varit del av Brittiska imperiet.

### Vänstertrafik
I Europa finns idag vänstertrafik enbart i Storbritannien (dock inte i Gibraltar där man har högertrafik för att underlätta in- och utfarten till Spanien), Irland, Malta och Cypern, samtliga utan fast vägförbindelse med högertrafikländer. Det finns bilfärjor, så ganska många bilar och bilister tar sig mellan systemen. I Istanbul kör busslinjen Metrobüs i vänstertrafik på de delar där den har en egen reserverad körbana, detta för att kunna använda mittplattformar med vanliga bussar som har dörrarna på höger sida.
Utanför Europa förekommer vänstertrafik i större utsträckning (bland annat samväldesländerna). Man kan säga att de flesta länder som har kust mot Indiska oceanen har vänstertrafik. I Asien är det vänstertrafik i Bangladesh, Bhutan, Brunei, Hongkong, Indien, Indonesien, Japan, Macao, Malaysia, Maldiverna, Nepal, Pakistan, Singapore, Sri Lanka, Thailand och Östtimor. I Japan antogs vänstertrafik efter att brittiska ingenjörer konstruerat landets första järnväg enligt vänstertrafik.
I Afrika med omgivande öar är det vänstertrafik i Botswana, Kenya, Lesotho, Malawi, Mauritius, Moçambique, Namibia, St. Helena, Seychellerna, Swaziland, Sydafrika, Tanzania, Uganda, Zambia och Zimbabwe.
Australien och Nya Zeeland har också vänstertrafik liksom även ett antal länder i Stilla Havet,  Kiribati, Julön, Cooköarna, Nauru, New Zealand, Niue, Papua Nya Guinea, Pitcairnöarna, Salomonöarna, Samoa, Tokelau (Nya Zeeland), Tonga, Trinidad och Tobago, Turks och Caicosöarna och Tuvalu. Samoa i Stilla havet hade högertrafik fram till den 6 september 2009.
En del länder i Karibien, Anguilla, Antigua och Barbuda, Australien, Bahamas, Barbados, Bermuda, Caymanöarna, Amerikanska Jungfruöarna, Brittiska Jungfruöarna, Dominica, Fiji, Grenada, Jamaica, Montserrat, Saint Kitts och Nevis, Saint Lucia, och Saint Vincent och Grenadinerna har också vänstertrafik. 
En del länder i Sydamerika, Guyana, samt Surinam och Falklandsöarna har också vänstertrafik.
Fram till den 3 september 1967 klockan 4:49 lokal tid hade även Sverige vänstertrafik före högertrafikomläggningen. Klockan 4:50 var det körförbud och man skulle sedan köra över till lämplig plats på vägens högra sida. Om man befann sig på motorväg skulle man följa polisens anvisningar. Klockan 5:00 startade högertrafik i Sverige.

### Högertrafik
Högertrafik är benämningen på den typ av trafiksystem där trafikanterna normalt håller sig till höger sida på vägen. Högertrafik är vanligast i världen idag. 

#### Högertrafik i Sverige
I Sverige fanns sedan 1718 en kunglig förordning att postvagnar skulle hålla till höger vid möte på väg. Denna förordning ändrades av okänd orsak 1734 varvid vänstertrafik fastställdes.
Förordningen upphörde att gälla 1868, och fram till 1916 – då vänstertrafik åter fastställdes i en förordning – gällde praxis vilket innebar vänstertrafik av hävd.
Från 1931 skedde återkommande parlamentariska diskussioner, ofta via propositioner, att lägga om till högertrafik för att harmonisera Sverige med de omgivande länderna. 1955 genomfördes en folkomröstning, där en majoritet av de röstande var emot en övergång till högertrafik. Frågan återkom dock, och 1963 överlämnade regeringen en ny proposition om övergång till högertrafik. Riksdagen godkände denna gång propositionen, och högertrafik infördes den 3 september 1967.

## Andra former av trafik

### Järnvägstrafik

Tågen kör på höger sida
Tågen kör på vänster sida Brittiska öarna, Sverige, Frankrike, Italien, Portugal och Schweiz med flera har vänstertrafik på järnvägarna. Island, Andorra, Cypern och Malta saknar järnvägar.

Även på järnväg varierar det mellan länder. Både högertrafik och vänstertrafik är vanligt i Europa. Somliga statsjärnvägar har varken höger- eller vänstertrafik i egentlig betydelse. I Sverige råder vänstertrafik inom järnvägstrafik på dubbelspår. I Malmö övergår den spårbundna trafiken (genom en bro norr om Malmö för att byta sida) till höger sida inför överfarten mot Danmark som har högertrafik. I Södertälje kör tågen i högertrafik mellan Södertälje hamn och Södertälje centrum för att pendeltågen mot Stockholm ska slippa byta spår när de byter körriktning i Södertälje hamn. I Europa är det vänstertrafik i Belgien, Frankrike (utom Alsace och norra Lorraine), Irland, Italien, Monaco, Portugal, Slovenien, Spanien, Schweiz, Sverige och Storbritannien. I Asien har Kina (inklusive Hongkong), Taiwan, Indien, Israel, Japan, Malaysia, Myanmar, Pakistan, Filippinerna, Singapore och Sri Lanka vänstertrafik på järnväg, i Afrika Sydafrika och Zimbabwe, i Sydamerika Argentina, Brasilien och Chile. Likaså har Australien och Nya Zeeland vänstertrafik på sina järnvägar.
Bland andra Danmark, Estland, Finland, Kroatien, Lettland, Litauen, Polen, Nederländerna, Norge, Ryssland, Slovakien, Tjeckien, Tyskland, Ukraina och Ungern har högertrafik, liksom USA och Kanada.
Österrike kör i huvudsak högertrafik. Tidigare var det en öst-västlig uppdelning med vänstertrafik i östra Österrike och högertrafik i väster, men man har under årtionden ändrat och förberett med båda möjligheter. 2012 gjordes ett byte av sida i huvuddelen av östra Österrike när en ny tunnel togs i bruk. Frankrike har högertrafik i Alsace och norra Lorraine på grund av att området var tyskt till 1918 och broar för att byta sida byggdes då.
Tåg är (till skillnad från vägfordon) styrda av en trafikledning som kan göra avkall på reglerna vid behov. Dubbelspåriga järnvägar kan ha trafik i båda riktningar eller i samma riktning på båda spåren, varför det uppstår en större flexibilitet i trafikflödet. Detta medger såväl möten som omkörningar ute på linjen. Hårt trafikerade dubbelspår får följa regeln striktare. På mötesspår på enkelspåriga banor kör man snarare så att tåg som inte ska stanna får använda rakspåret i växlarna. Där kan det alltså vara vilket som helst.

### Spårväg
Spårvagnar kör mestadels på samma sida som övrig vägtrafik i respektive land.
De övergick i Sverige från vänster till höger i samband med högertrafikomläggningen 1967. I Göteborg och Norrköping gjordes en omläggning av trafiken medan Stockholm och fler städer beslöt att helt avskaffa spårvagnstrafiken. En avvikelse är längs fyra kilometer på Angeredsbanan från Hjällbo till Angereds Centrum. Detta gjordes för att kunna använda mittplattformar och därmed en enda rulltrappa i Hammarkullen, liksom för att banan var tänkt som tunnelbana som enligt regler har vänstertrafik. De första åren då Angeredsbanan var i bruk hade hela denna bana vänstertrafik. Den var då någorlunda isolerad från övriga spårvägsnätet och inte inblandad i övrig trafik. Den hade konsekvent mittplattformar på hållplatserna.
J. Sigfrid Edströms gata har också vänstertrafik, detta för att Vagnhallen Gårda är byggd för vänstertrafik. J. Sigfrids Edströms gata har i egentlig mening blandad trafik med bilar och spårvagnar, men det är endast Spårvägen, Spårvägssällskapet Ringlinien, Räddningstjänsten, Polisen och Ambulanssjukvården som har tillstånd att framföra sina vägtrafikfordon här. Mittplattform för akuta spårvagnsbyten finns också i denna gata. Även Nockebybanan i Stockholm har vänstertrafik en kort sträcka närmast ändstationen Alvik för att passa till tunnelbanan som har vänstertrafik. Alla dessa spårvagnssträckor är förbjudna eller oframkomliga för bilar så att det inte blir några konflikter.
De flesta länder har samma sida för järnväg som för väg, och då använder tunnelbanor den sidan. En del länder har olika sida för järnväg som för väg (bland annat Frankrike, Italien, Portugal, Sverige) och där varierar sidan för tunnelbanor. Stockholms tunnelbana tillämpar vänstertrafik. Till exempel har Paris metro och Milanos tunnelbana högertrafik, medan Roms tunnelbana har vänstertrafik.

### Sjöfart
För internationell sjöfart gäller generellt högertrafik. Undantag finns för vissa floder, hamnar och kanaler. Fartyg i trånga vattendrag kan föra olika signaler som talar om för mötande trafik att man helst vill hålla sig efter vänstra stranden och mötas till höger, dvs om styrbord; detta kan ha att göra med vattendjup eller strömmar i det aktuella vattendraget.
På öppen sjö väljer man den sida som anses lämpligast; kommer fartygen nära varandra skall de mötas om babord, alltså högertrafik. Man bör kommunicera på radio för att komma överens om hur man gör. Upphinnande fartyg seglar om upphunnet fartyg på dess babordssida, precis såsom omkörning på landsväg med högertrafik.

### Flyg
För flyg gäller högertrafik, både i luften och på marken.